# Cá chai Ấn Độ
Cá chai Ấn Độ (Danh pháp khoa học: Platycephalus indicus) là một loài cá biển trong họ cá chai (Platycephalidae) sống tại vùng cửa biển. Đây là một loài cá có giá trị kinh tế, được dùng để chế biến thành nhiều món ăn.

## Đặc điểm
Cá chai Ấn Độ có thân tròn, dài đầu rất bằng, dẹt và rộng, gần giống như cá bống. Cá không quá lớn, chúng có độ dài từ 10–20 cm và đến chừng 40 cm. Đường góc và gai trên đầu cá chai Ấn Độ thường trơn láng và gai ngắn hơn nhiều so với các loài cá khác. Cá chai Ấn Độ nhìn bề ngoài xấu xí, thô ráp gồ ghề, trông cá to hơn cổ tay người lớn, chúng trông có da xám thô, thân dài, đuôi nhọn, đầu tròn to dẹt và hai mắt lồi. Cá chai Ấn Độ thịt dày, nhiều, mỗi con cá to nặng gần cả ký, thịt thơm, dai, hơi khô, chắc như thịt gà, rất ít xương nhỏ, phần thịt ở đầu cá ngon vì dưới hai mắt cá có một lớp thịt ngon. Ngoài phần thịt thơm ngon, phần xương hàm của cá vì thịt ở đấy mềm và ngọt. Thịt cá chai Ấn Độ có nhiều calci, vitamin D tự nhiên.

## Giá trị và khai thác
Ở Việt Nam, ngư dân vùng biển vẫn thường đánh bắt cá chai Ấn Độ vào khoảng tháng 2 - 3 âm lịch là kỳ trúng cá. Tại các chợ quê, vùng trung du, cá chai Ấn Độ được bày bán nhiều với giá khá rẻ. Tuy nhiên hiện nay, cá chai Ấn Độ có tên trong danh sách cá đặc sản của những nhà hàng. Người ta sơ chế cá bằng cách sau khi mổ vứt bỏ bộ ruột, dùng dao xẻ dọc theo bụng cá từ đầu đến sát đuôi sau đó cho hành lá, ớt xanh giã nhỏ, muối hột vào bụng cá, kẹp bằng vỉ và đưa lên bếp than hồng, cá nướng sơ một lửa thì đặt lá lốt lên. Tùy theo cá to hay nhỏ mà sắp đặt lớp lá lốt dày hay mỏng để lửa không bén vào da cá. Khi lớp lá lốt vừa cháy xem xém cũng là lúc thịt cá chai Ấn Độ chín tới.
Sau khi làm xong, thịt cá được để nguyên con hay cắt thành lát tùy theo cách chế biến của nhiều người. Nếu làm món cá chai  Ấn Độ nướng thì con nhỏ có thể để nguyên, con lớn cắt thành từng khoanh tròn đều rồi ướp muối ớt với nước sả, thêm các gia vị khác rồi đem nướng lửa than. Ngoài ra còn có món cá chai Ấn Độ kho keo, chúng cũng có thể chế biến thành nhiều món ngon như chiên, kho rim hay kho tộ, đặc biệt kho với nghệ tươi, nếu cá chai Ấn Độ nướng trui là không cần ướp bất kỳ loại gia vị nào cả để giữ nguyên hương vị giòn ngọt của cá, ngoài ra còn món cá chai Ấn Độ nướng mỡ chài lá lót. Cá chai Ấn Độ ăn kèm rau cải cuốn với bánh tráng, chấm với nước sốt chua ngọt gồm có cà chua. Cá chai Ấn Độ kho còn thích hợp dùng với xôi trắng, cháo trắng hay cháo gạo lứt.